# Dumbrava (gmina Lespezi)
Dumbrava – wieś w Rumunii, w okręgu Jassy, w gminie Lespezi. W 2011 roku liczyła 747 mieszkańców.